# Natation Canada
Natation Canada (anglais : Swimming Canada) est la fédération sportive de natation sportive et de natation en eau libre du Canada. En tant que fédération nationale, l'organisation est membre de la Fédération internationale de natation et du Comité olympique canadien.
Elle est l'une des quatre organisations de la Fédération aquatique du Canada.

## Histoire
La première association nationale, l'Association canadienne de natation amateur (ACNA), voit le jour en 1909. Auparavant, la natation sportive était encadré par un comité de l'Union athlétique amateur du Canada. Elle s'affilie à la Fédération internationale de natation en 1910.

## Équipes
4 centres de haute performance sont mis à la disposition des athlètes : Toronto, Vancouver, Victoria ou Montréal.
- Équipe nationale sénior
- Équipe nationale de paranatation
- Équipe nationale de développement[3]

## Compétitions
- Championnats canadiens de natation
  - Championnats canadiens de natation de l'Est
  - Championnats canadiens de natation de l'Ouest
- Championnats juniors canadiens de natation
- Essais canadiens de natation

## Fédérations provinciales
- Québec : Fédération de natation du Québec
- Manitoba : Natation Manitoba
- Nouveau-Brunswick : Natation Nouveau-Brunswick
- Alberta : Swim Alberta
- Colombie-Britannique : Swim BC
- Nouvelle-Écosse : Swim Nova Scotia
- Ontario : Swim Ontario
- Île-du-Prince-Édouard : Swim Prince Edward Island
- Saskatchewan : Swim Saskatchewan
- Terre-Neuve-et-Labrador : Swimming Newfoundland and Labrador

## Identité visuelle

Jusqu'en 2014
Depuis 2015

## Cercle de l'excellence

### Nageurs
- 2017 : Ryan Cochrane
- 2016 : Stephanie Dixon
- 2015 : Marcel Gery
- 2015 : Stephen Clarke
- 2015 : Andrew Haley
- 2013 : Donna-Marie Gurr
- 2012 : Joanne (Mucz) Vergara
- 2012 : Graham Smith
- 2012 : Wendy Quirk
- 2012 : Becky Smith
- 2012 : Tim McIsaac
- 2012 : Josée Lake
- 2011 : Ralph Hutton
- 2011 : Mike West
- 2011 : Jessica Sloan
- 2010 : Marion Lay
- 2010 : Marilyn Corson
- 2010 : Bruce Robertson
- 2009 : Michael Edgson
- 2009 : Cheryl Gibson
- 2009 : Elaine Tanner
- 2009 : Greg Streppel
- 2008 : Alex Baumann
- 2008 : Kelly Stefanyshyn
- 2007 : Leslie Cliff
- 2006 : Jane Kerr
- 2006 : Sandy Goss
- 2006 : Anne Jardin
- 2005 : Anne Gagnon
- 2005 : Nathalie Giguère
- 2005 : George Hodgson
- 2005 : Richard Pound
- 2004 : Mark Tewksbury
- 2004 : Anne Ottenbrite
- 2003 : Lori Melien
- 2003 : Keltie Duggan
- 2003 : Andrea Nugent
- 2003 : Tom Ponting
- 2003 : Cam Henning
- 2002 : Curtis Myden
- 2001 : Victor Davis

### Entraîneurs
- 2018 : Randy Bennett
- 2011 : Howard Firby
- 2008 : George Gate
- 2007 : Jeno Tihanyi
- 2007 : Deryk Snelling
- 2007 : Clifford Barry
- 2007 : Paul Meronen

### Bâtisseurs
- 2008 : Edgar Théôret
- 2008 : Guiseppe Filippelli